# Aeolochroma subrubescens
Aeolochroma subrubescens là một loài bướm đêm trong họ Geometridae.